# Panaghiotis Nikoussios
Panaghiotis Nikoussios sau Panaghiotis Nicusiuos (în greacă Παναγιώτης Νικούσιος, n. 1613, Constantinopol, Imperiul Otoman – d. 2 octombrie 1673) a fost primul mare dragoman (interpret) al Sublimei Porți în perioada 1661-1673.

## Biografie
S-a născut la Constantinopol în 1613, iar familia sa, bogată, era originară din Trabzon. A fost foarte educat (a studiat medicină, matematică și astronomie la Universitatea din Padova) și cunoștea multe limbi străine (turcă, persană, arabă și diferite limbi europene). 
După întoarcerea din Italia, a lucrat ca medic, iar pacienții săi erau sultanul și mulți ambasadori străini. Apoi a devenit medicul personal al lui Köprülü Fazıl Ahmet Pașa. Din 1648 (sau 1649) a slujit ca dragoman (interpret) pentru ambasada otomană din Austria. Köprülü Fazıl Ahmet Pașa a devenit Mare Vizir în 1661 și l-a numit pe Nikousios ca primul Mare Dragoman. Din 1661 până la moartea sa a ocupat funcția de mare dragoman (sau interpret șef). Astfel, în 1661, Köprülü Fazil Ahmed Pașa a creat pentru Nikussios postul de mare dragoman, adică traducătorul șef și șeful permanent al Ministerului Afacerilor Externe. În această calitate, i s-a permis să-și lase barbă lungă, un privilegiu interzis anterior creștinilor laici din Imperiul Otoman, să călărească însoțit de patru escorte. A fost primul creștin care a deținut acest post. Numirea sa ca mare dragoman marchează începutul ascensiunii fanarioților la înalte funcții politice și de stat în guvernul Imperiului Otoman.
El a fost foarte interesat de Țara Sfântă. El a reușit să obțină un decret semnat chiar de sultan, în care erau acordate ortodocșilor drepturi de pelerinaj în Țara Sfântă.
L-a însoțit pe Köprülü Fazıl Ahmet Pașa în ultima fază a campaniei turcești pentru ocuparea Cretei și s-a distins în negocierile cu venețienii pentru predarea Heraklionului, negocieri care s-au încheiat cu tratatul din 16 septembrie 1669. Ca recompensă pentru aceste servicii i s-a acordat dreptul de strângere a impozitelor din Mykonos pe tot parcursul vieții sale. A ajutat financiar la construirea bisericii Sf. Petru cel Tânăr din București.
Nikoussios a murit la 2 octombrie 1673 în timpul campaniei turcești din Polonia și a fost înmormântat în mănăstirea Theomitoros din Halki. Ca marele dragoman al Porții, a fost succedat de Alexandru Mavrocordat Exaporitul.